# Donnie McGrath
Donald Michael McGrath, detto Donnie (Katonah, 7 maggio 1984), è un ex cestista statunitense naturalizzato irlandese.

## Palmarès
- Campionato lituano: 1

Žalgiris Kaunas: 2012-13